# Li Xueying
Li Xueying (chiń. 李雪英; ur. 15 maja 1990 w Huwan) – chińska sztangistka, mistrzyni olimpijska, mistrzyni świata.
W 2012 roku zdobyła złoty medal podczas igrzysk olimpijskich w Londynie. W zawodach tych wyprzedziła dwie Tajki: Pimsiri Sirikaew i Rattikan Gulnoi.
Złoty medal wywalczyła także podczas mistrzostw świata w Goyang w 2009 roku. Ponadto zajęła drugie miejsce na mistrzostwach świata w Paryżu dwa lata później. Była uczestniczką rozgrywanych w Kantonie igrzysk azjatyckich, tam zdobyła złoty medal.

## Osiągnięcia
| Rok  | Zawody               | Miasto | Miejsce | Kategoria | Wynik  |
| ---- | -------------------- | ------ | ------- | --------- | ------ |
| 2009 | Mistrzostwa świata   | Koyang | 1       | 58 kg     | 239 kg |
| 2011 | Mistrzostwa świata   | Paryż  | 2       | 58 kg     | 236 kg |
| 2012 | Igrzyska olimpijskie | Londyn | 1       | 58 kg     | 246 kg |